# 2013 ワールド・ベースボール・クラシック 決勝トーナメント
2013 ワールド・ベースボール・クラシック 決勝トーナメント（サンフランシスコラウンド）（英語：2013 World Baseball Classic Finals San Francisco）は、ワールド・ベースボール・クラシック第3回大会の、アメリカ合衆国カリフォルニア州サンフランシスコで開催された準決勝・決勝戦。2013年3月17日から3月19日にかけて、AT&Tパークで行なわれた。

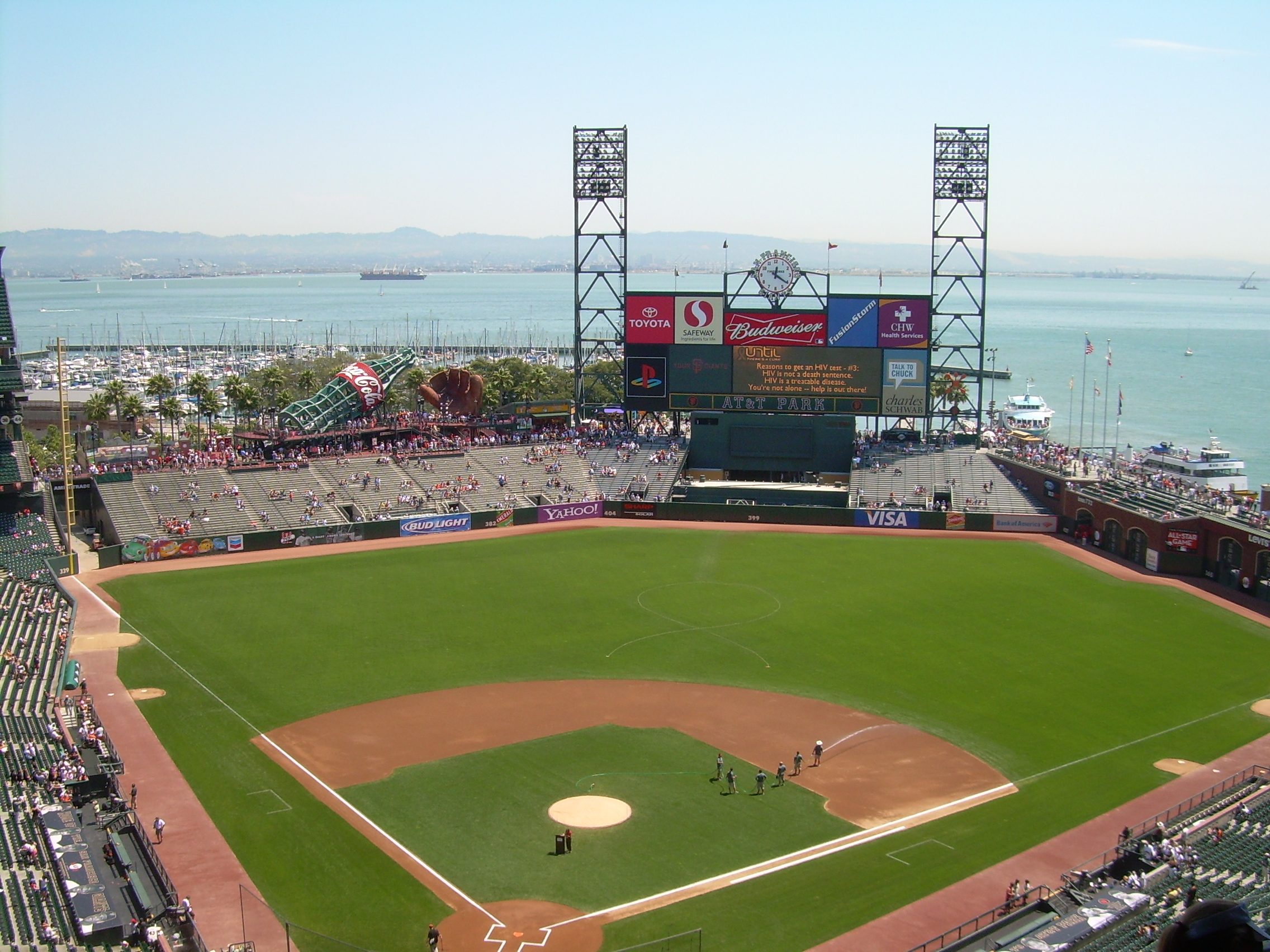
AT&Tパーク

## 試合形式
第2ラウンド1組・2組の上位2ヶ国が出場。各組の1位と2位が、クロスオーバー方式で入れ替わる形で対戦し、その勝者が決勝戦を行う。

## 試合結果
|  | 準決勝                         | 準決勝 |                               |   | 決勝 | 決勝 |  |
|  |                                |        |                               |   |      |      |  |
|  | 試合時間3時間27分 観客33,683人 |        |                               |   |      |      |  |
|  |                                |        |                               |   |      |      |  |
|  | 日本                           | 1      |                               |   |      |      |  |
|  | 日本                           | 1      | 第3試合(3/19 17:00)           |   |      |      |  |
|  | 日本                           | 1      |                               |   |      |      |  |
|  | 日本                           | 1      | プエルトリコ                  | 0 |      |      |  |
|  | 第1試合(3/17 18:00)            |        | プエルトリコ                  | 0 |      |      |  |
|  |                                |        | プエルトリコ                  | 0 |      |      |  |
|  | プエルトリコ                   | 3      | プエルトリコ                  | 0 |      |      |  |
|  | プエルトリコ                   | 3      |                               |   |      |      |  |
|  | プエルトリコ                   | 3      |                               |   |      |      |  |
|  | プエルトリコ                   | 3      |                               |   |      |      |  |
|  |                                |        |                               |   |      |      |  |
|  |                                |        |                               |   |      |      |  |
|  | ドミニカ共和国                 | 4      |                               |   |      |      |  |
|  | ドミニカ共和国                 | 4      | 試合時間3時間6分 観客35,703人 |   |      |      |  |
|  | ドミニカ共和国                 | 4      |                               |   |      |      |  |
|  | ドミニカ共和国                 | 4      | ドミニカ共和国                | 3 |      |      |  |
|  | 第2試合(3/18 18:00)            |        | ドミニカ共和国                | 3 |      |      |  |
|  |                                |        | ドミニカ共和国                | 3 |      |      |  |
|  | オランダ                       | 1      | ドミニカ共和国                | 3 |      |      |  |
|  | オランダ                       | 1      |                               |   |      |      |  |
|  | オランダ                       | 1      |                               |   |      |      |  |
|  | オランダ                       | 1      |                               |   |      |      |  |
|  | 試合時間3時間9分 観客27,527人  |        |                               |   |      |      |  |

### 第1日目（3月17日）：準決勝1
試合開始時刻：18:00 （試合時間：3時間27分、入場者数：33,683人）
| （2組2位） プエルトリコ | 3 - 1 | 日本 （1組1位） |

|              | 1 | 2 | 3 | 4 | 5 | 6 | 7 | 8 | 9 | R | H | E |
| ------------ | - | - | - | - | - | - | - | - | - | - | - | - |
| プエルトリコ | 1 | 0 | 0 | 0 | 0 | 0 | 2 | 0 | 0 | 3 | 9 | 0 |
| 日本         | 0 | 0 | 0 | 0 | 0 | 0 | 0 | 1 | 0 | 1 | 6 | 1 |

1. プ：○マリオ・サンティアゴ、ホセ・デラトーリ、ゼイビア・セデーニョ、フォンタネス、J.C.ロメロ、フェルナンド・カブレラ - ヤディアー・モリーナ
2. 日：●前田健太、能見篤史、攝津正、杉内俊哉、涌井秀章、山口鉄也 - 阿部慎之助
3. 勝利：マリオ・サンティアゴ（1勝1敗）
4. セーブ：フェルナンド・カブレラ（3S）
5. 敗戦：前田健太（2勝1敗）
6. 本塁打
プ：アレックス・リオス1号2ラン（7回能見）

試合概要
プエルトリコは初回、マイク・アビレスのタイムリーで1点を先制。7回にはアレックス・リオスがホームランを放ち、3点差にする。8回に1点を返されたが日本が走塁ミスを犯して、最後は2点差で逃げ切った。プエルトリコは史上初の決勝進出を決めた。試合前の始球式を第1回大会日本代表監督の王貞治と第2回大会同監督の原辰徳が務めた。

### 第2日目（3月18日）：準決勝2
試合開始時刻：18:00 （試合時間：3時間9分、入場者数：27,527人）
| （1組2位） オランダ | 1 - 4 | ドミニカ共和国 （2組1位） |

|                | 1 | 2 | 3 | 4 | 5 | 6 | 7 | 8 | 9 | R | H | E |
| -------------- | - | - | - | - | - | - | - | - | - | - | - | - |
| オランダ       | 1 | 0 | 0 | 0 | 0 | 0 | 0 | 0 | 0 | 1 | 4 | 1 |
| ドミニカ共和国 | 0 | 0 | 0 | 0 | 4 | 0 | 0 | 0 | x | 4 | 9 | 0 |

1. 蘭：●ディエゴマー・マークウェル、トム・ストイフバーゲン、レオン・ボイド、ルーク・ファンミル - ダシェンコ・リカルド
2. ド：○エディンソン・ボルケス、ケルビン・ヘレーラ、ペドロ・ストロップ、フェルナンド・ロドニー - カルロス・サンタナ
3. 勝利：エディンソン・ボルケス1勝
4. セーブ：フェルナンド・ロドニー6S
5. 敗戦：ディエゴマー・マークウェル2勝1敗

試合概要
ドミニカ共和国がオランダに前大会のリベンジを果たして史上初の決勝進出を決めた。

### 第3日目（3月19日）：決勝
試合開始時刻：17:00 （試合時間：3時間6分、入場者数：35,703人）
| （準決勝1勝者） プエルトリコ | 0 - 3 | ドミニカ共和国 （準決勝2勝者） |

|                | 1 | 2 | 3 | 4 | 5 | 6 | 7 | 8 | 9 | R | H | E |
| -------------- | - | - | - | - | - | - | - | - | - | - | - | - |
| プエルトリコ   | 0 | 0 | 0 | 0 | 0 | 0 | 0 | 0 | 0 | 0 | 3 | 0 |
| ドミニカ共和国 | 2 | 0 | 0 | 0 | 1 | 0 | 0 | 0 | x | 3 | 8 | 1 |

1. プ：●ジャンカルロ・アルバラード、ヒラム・ブルゴス、ホセ・デラトーリ、ゼイビア・セデーニョ、フェルナンド・カブレラ - ヤディアー・モリーナ
2. ド：○サミュエル・デドゥーノ、オクタビオ・ドーテル、ペドロ・ストロップ、サンティアゴ・カシーヤ、フェルナンド・ロドニー - サンタナ
3. 勝利：サミュエル・デドゥーノ2勝0敗
4. セーブ：フェルナンド・ロドニー7S
5. 敗戦：ジャンカルロ・アルバラード1勝1敗

試合概要
ドミニカ共和国が完封リレー勝利で史上初の全勝で優勝を飾った。

## テレビ・ラジオ中継

### 日本国内での放送

#### テレビ中継
日本戦の放送日程は以下の通り。
準決勝直前強化試合
- サンフランシスコ・ジャイアンツ戦（3月15日）
  - TBS、RKB

放送時間：10:05 - 11:00（録画放送）
  - 実況：林正浩 解説：衣笠祥雄、桑田真澄 リポーター：初田啓介
- シカゴ・カブス戦（3月16日）
  - TBS、RKB、あいテレビ

放送時間：16:00 - 17:24[7]（録画放送）
  - 実況：初田啓介 解説：衣笠祥雄、桑田真澄 リポーター：林正浩 ハイライト部ナレーター：杉山真也

準決勝
- 第一試合
  - TBS系列

放送時間：8:30 - 14:15（25分延長。同日21:00 - 22:54にハイライトを放送）
※途中JNNニュース挿入。なおJNNニュース放送中も画面左上部のワイプ画面で試合の模様が放送された。
  - 実況：林正浩 解説：衣笠祥雄、桑田真澄、槙原寛己 侍ジャパン公認サポーター：中居正広（SMAP） リポーター：初田啓介、石井大裕

  - J SPORTS1

放送時間：9:45 - 14:00
  - 実況：大前一樹 解説：仁志敏久
- 第二試合
  - TBS系列

放送時間：9:55 - 13:45
※途中JNNニュース挿入
  - 実況：初田啓介 解説：衣笠祥雄、桑田真澄 リポーター：石井大裕 ハイライト部ナレーター：林正浩

  - J SPORTS3

放送時間：9:45 - 14:00
  - 実況：島村俊治 解説：森繁和

決勝
- テレビ朝日系列
放送時間:0:30 - 3:25（録画放送[注 1]）
  - 実況:清水俊輔 解説:工藤公康、古田敦也 侍ジャパン公認サポーター:中居正広（SMAP）
- J SPORTS3
放送時間：9:00 - 13:00
  - 実況:谷口広明 解説:高津臣吾

#### ラジオ中継
日本戦の放送日程は以下の通り
準決勝
- 第一試合
  - ニッポン放送

放送時間：10:00 -
  - 実況:松本秀夫 解説:野村弘樹、AKI猪瀬

決勝（日本が進出した場合のみ）
- ニッポン放送
放送時間：9:00 -
  - 実況:松本秀夫 解説:野村弘樹、AKI猪瀬